# Pârș de deșert
Pârșul de deșert (Selevinia betpakdalaensis) este o specie de rozătoare din familia pârșilor, Gliridae. Această specie a fost anterior plasată în propria sa familie, Seleviniidae, dar acum este considerată a fi un pârș, singura specie din genul Selevinia. Se găsește în Kazahstan și posibil și în nord-vestul Chinei.

## Taxonomie
Specia Selevinia betpakdalaensis a fost descrisă pentru prima dată în anul 1939 de Belosludov & Bajanov drept Selevinia betpakdalaensis, numele științific fiind derivat de la Deșertul Bet-Pak-Dala, la vest de lacul Balhaș din Kazahstan, unde a fost găsit specimenul după care s-a făcut descrierea speciei. Au inclus-o în familia Muridae, dar mai târziu au propus plasarea sa într-o familie nouă aliată cu Myoxidae (unii taxonomiști numesc această familie „Gliridae”). În 1947, au concluzionat că ar trebui plasată în Leithiinae, o subfamilie a Myoxidae, alături de alte trei genuri.

## Descriere
Pârșul de deșert are o lungime a trunchiului plus cea a capului de 75–95 mm, iar a cozii de 58–77 mm. Are greutatea de 18–24 g. Are un corp robust și rotund și blană moale și deasă. Blana de pe partea dorsală este cenușie și cea de pe partea ventrală albă. Își pierde straturile superioare ale pielii cu firele de păr atunci când năpârlește, începând de la partea din spate a gâtului și continuând de-a lungul corpului și al părților laterale, întregul proces durând aproximativ o lună. Firele de păr ale cozii sunt scurte, iar partea interioară a labelor nu are păr. Incisivii superiori sunt mari, dar molarii sunt foarte mici și de abia ies din gingie.

## Răspândire
Pârșul de deșert se găsește numai în Kazahstan, dar este posibil să se găsească și în nord-vestul Chinei.

## Comportament și ecologie
Pârșul de deșert este în principal nocturn, dar este activ și ziua.

## Stare de conservare
Pârșul de deșert are un areal larg dar nu este abundent. Nu se știe dacă populația sa este în creștere sau în scădere și este posibil să fie amenințat de pierderea habitatului. Uniunea Internațională pentru Conservarea Naturii a clasificat starea sa de conservare ca fiind „deficientă de date” (DD).